# آپینیانو دل ترونتو
آپینیانو دل ترونتو (به ایتالیایی: Appignano del Tronto) یک کومونه در ایتالیا است که در استان اسکولی پیچنو واقع شده‌است. آپینیانو دل ترونتو ۲۳٫۰ کیلومتر مربع مساحت و ۲٬۰۱۷ نفر جمعیت دارد و ۱۹۴ متر بالاتر از سطح دریا واقع شده‌است.